# Frédéric Albert Constantin Weber
Pour les articles homonymes, voir Weber.

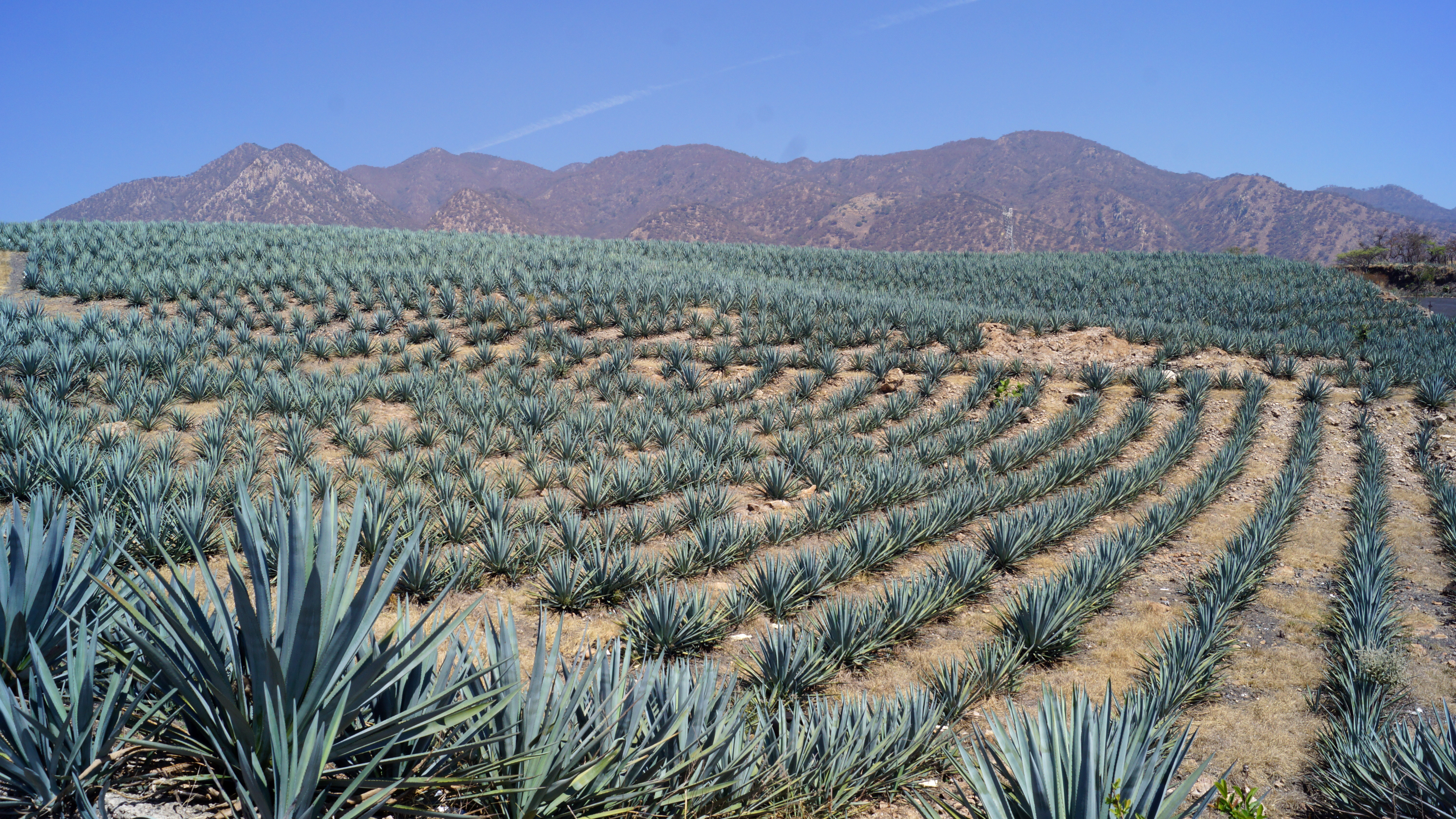
Plantation au Mexique d'Agave azul tequilana var. Weber, pour la production de téquila.

Frédéric Albert Constantin Weber, né le 17 mai 1830 à Wolfisheim (Bas-Rhin) et mort le 27 juillet 1903  dans le 6e arrondissement de Paris, est un médecin militaire et botaniste français.

## Biographie
Fils d'un pasteur protestant, il obtient son diplôme de docteur en médecine à la faculté de Strasbourg le 9 décembre 1852 en soutenant une thèse intitulée De l'hémorragie des méninges cérébrales.
Admis dans l'armée en 1853, il y accomplit l'intégralité de sa carrière en qualité de médecin militaire. Employé en Algérie de 1856 à 1859, il participe à la campagne d'Italie (1859) et sert en Chine de 1859 à 1861 puis en Cochinchine de 1861 à 1862. Employé dans les forces expéditionnaires de l'Intervention française au Mexique de 1864 à 1867, il sert au cours la guerre franco-allemande de 1870 avant d'appartenir aux troupes versaillaises qui affrontent la Commune de Paris (1871).
Médecin aide-major en 1854, médecin major en 1861, médecin principal en 1874, le docteur Weber est élevé au rang d'officier général avec le grade de médecin inspecteur en 1885.
Affecté à l'hôtel des Invalides en 1871, il passe ensuite à l'hôpital militaire de Bayonne en 1874, à Lyon en 1875, prend la direction de l'hôpital d'Amélie-les-Bains en 1878 puis de celui de Vincennes en 1880. Il occupe le poste de directeur du service de santé du 3e corps d’armée en 1882 puis du 7e corps en 1885. Son dernier poste est celui de directeur de l'École d'application du Val-de-Grâce. Il est également membre du Comité technique de santé. Il est admis dans le cadre de réserve le 17 mai 1892.
Il mit à profit son long séjour au Mexique pour décrire de nombreuses espèces de cactacées et d’agaves.
Le médecin général Weber est enterré au cimetière du Montparnasse.

## Sources
- Catrix, Jean-René, Frédéric Albert Constantin Weber: la médecine militaire & la passion botanique, ou la double vie du « Dr W. », Au cactus Francophone 2020